# 키르야트오노

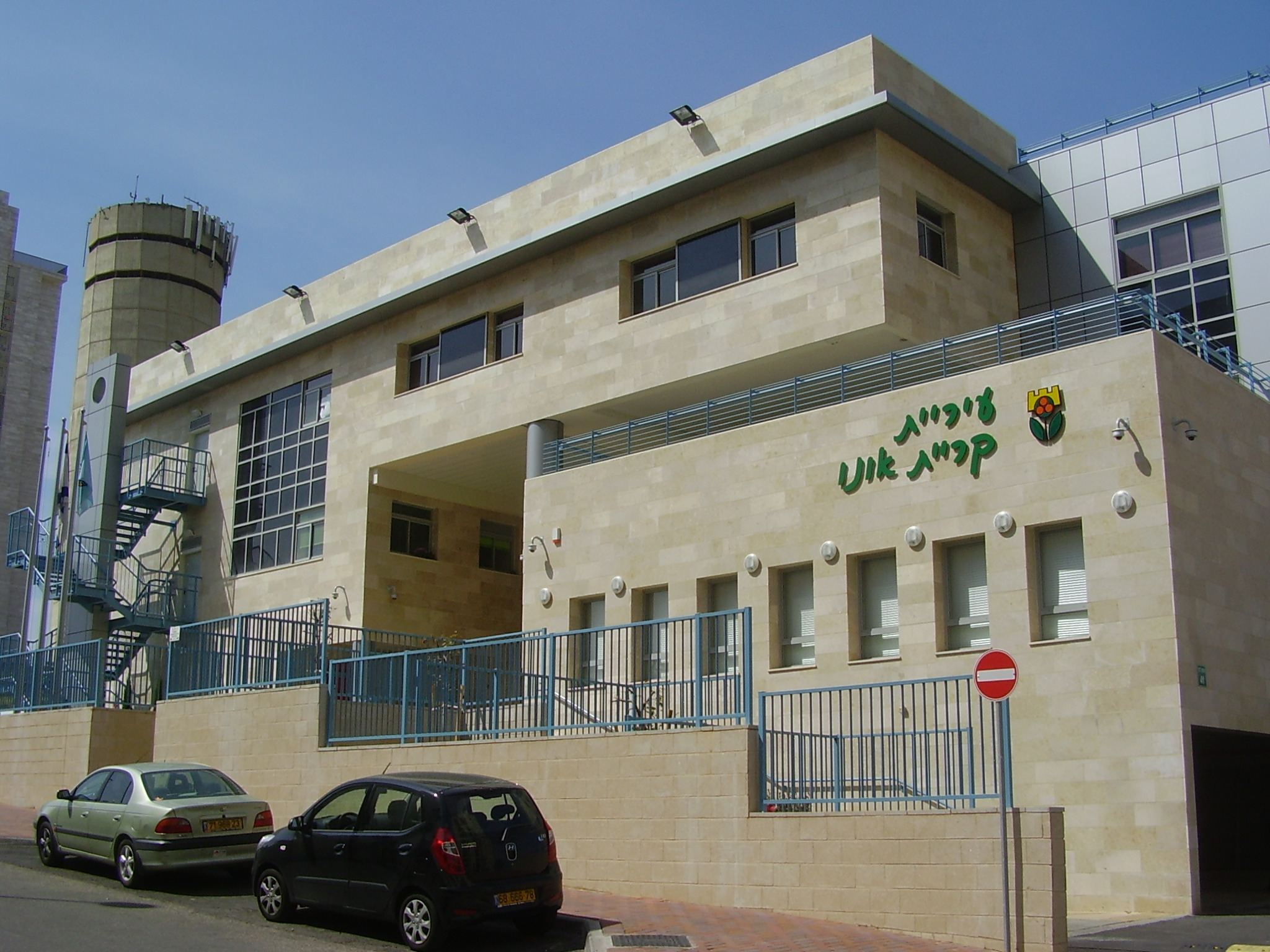

키르야트오노(히브리어: קִרְיַת אוֹנוֹ)는 이스라엘 텔아비브 구의 도시이다.